# Zeuden
Zeuden ist bewohnter Gemeindeteil von Lobbese, einem Ortsteil der Stadt Treuenbrietzen im Landkreis Potsdam-Mittelmark in Brandenburg.

## Lage
Der Ort liegt südwestlich der Kernstadt Treuenbrietzen an der Landesstraße L 82. Die B 2 verläuft östlich. Die Landesgrenze zum Bundesland Sachsen-Anhalt verläuft unweit südlich. Nordwestlich liegt der weiteren Gemeindeteil Pflügkuff, südöstlich der Ortsteil Marzahna und südsüdwestlich Lobbese. Im Westen grenzt der Gemeindeteil an die Gemeinde Niemegk an.

## Geschichte

### 13. bis 15. Jahrhundert

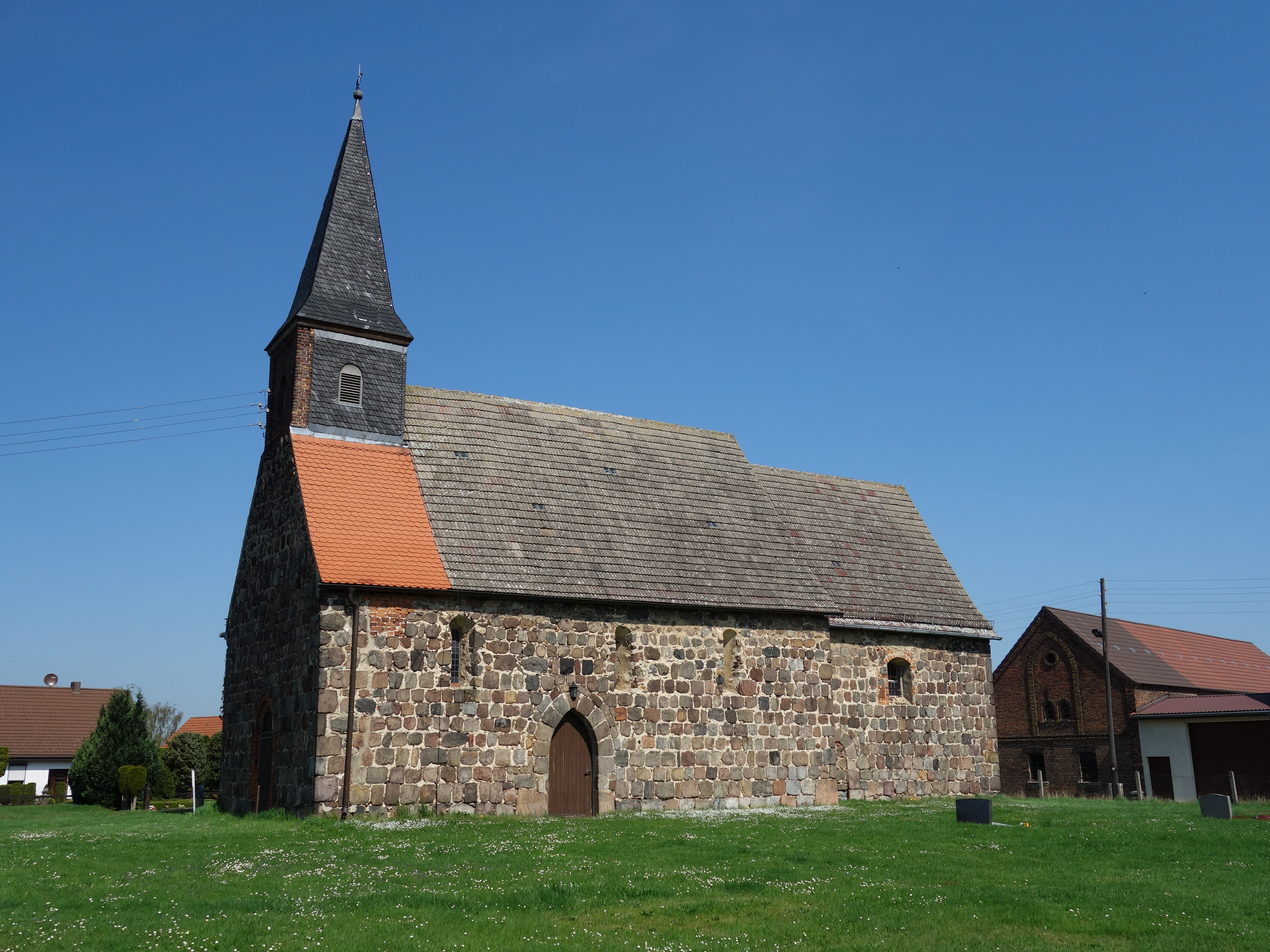
Dorfkirche Zeuden

In der Mitte des 13. Jahrhunderts entstand in dem Angerdorf mit Dorfteich eine Dorfkirche. Der Ort wurde im Jahr 1321 oder 1332 erstmals indirekt durch einen Nicolaus de Tzuden sacerdos erwähnt, der in Jüterbog erschien. Ein erneuter Nachweis erfolgte durch einen Wilh(elm) zcude(n) im Jahr 1344 in Treuenbrietzen. Die erste urkundliche Erwähnung von Czu Czuden stammt aus dem Jahr 1383. Die Ober- und Untergerichtsbarkeit gehörte vor 1426 bis um 1550/1552 der Vogtei bzw. Pflege bzw. Amt Rabenstein (1506). Die Familie von Oppen besaß von vor 1388 bis nach 1591 Hebungen bzw. Hebungen und zwei Hufe (1419/1420) bzw. auf zwei Höfe je ein Stück Lehen bzw. Hebungen aus drei Höfen (1591). Weitere Hebungen gehörten vor 1388 bis nach 1554 der Familie Gertitz. Ihr Besitz kam nach 1554 bis nach 1591 an die von Brück. Dieser belief sich im Jahr 1506 auf zwei Höfe und ein Viertel Lehen. Einen weiteren Anteil am Dorf hielten von vor 1419/1420 die von Brandt aus Lindau. Sie besaßen bis nach 1591 Hebungen (1419/1420) bzw. Hebungen von fünf Höfen und auf einen Hof ein Stück Lehen sowie auf einen weiteren Hof ein Viertel Lehen (1506) bzw. Hebungen von sechs Höfen (1591). In dieser Zeit lebte in den Jahren 1419/1420 im Dorf der Richter auf vier Hufen. Für das Jahr 1496 sind insgesamt zwölf Türkensteuerpflichtige verzeichnet, darunter auch ein Schulze sowie vier Personen Gesinde.

### 16. Jahrhundert
Im Jahr 1506 lebten im Dorf elf Einwohner: der Richter mit vier freien Lehnhufen, der weiterhin ein Lehen der von Brandt besaß und Abgaben aus der Pfarrhufe erhielt. Ein anderer zinste von einer Hufe und besaß ein Stück Lehen von den von Oppen sowie ein Viertel Lehen von der Familie Gertitz. Ein weiterer Einwohner besaß ein Stück Lehen und ein Viertel Lehen von den von Brandt; ein anderer zinste vom Erbe und besaß ein Stück Lehen von den von Oppen. Ein weiterer Einwohner zinste vom Erbe, dem Pfarrer sowie von einer seiner Hufe und von Wiesen. Ein anderer Einwohner zinste ebenfalls vom Erbe und besaß ein Viertel Lehen von der Familie Gertitz. Ein Einwohner diente mit der Hand und zinste von einem Morgen (Mg), das eine Wiese gewesen sein könnte. Vier weitere Einwohner zinsten vom Erbe. Im Jahr 1530 lebten im Dorf zehn Hufner und zwei Kossäten. Der Pfarrer erhielt Einkünfte in Höhe von 16 Scheffel Korn und 16 Scheffel Hafer aus zwei Hufen. Hinzu kamen 120 Scheffel Roggen, 60 Scheffel Gerste und 26 Scheffel Hafer als Zehnten. Ausweislich des Türkensteuerregisters gab es im Jahr 1542 m Dorf den Lehnschulzen mit Haus, Hof und vier freien Hufen sowie acht Einwohner mit Haus, Hof und je vier Hufen. Ein Einwohner besaß ein Haus, Hof und vier wüsten Hufen, ein anderer ein Haus, Hof und zwei Hufe. Die zwei Kossätenhöfe bestanden aus Haus und Hof. Der Hirte besaß zwei Kühe, 28 Schafe und 12 Lämmer. Außerdem gab es sechs Knechte und zwei Mägde, die mithalfen, die 47 Mg Wiese zu bewirtschaften. Für 1555 sind lediglich zehn Hufner und zwei Gärtner verzeichnet; 1565 gab es den Lehnschulzen, drei Güter, sieben Häuser und Höfe, zwei Kossätengüter sowie den Hirten mit nur noch einer Kuh aber 34 Schafen. Für 1575 sind zehn Hufner und drei Kossäten verzeichnet. Dem Pfarrer gehörten mittlerweile fünf Hufen, von denen er zwei selbst beackerte. Zwei Hufen in Lobbese und eine Hufe in Pfügkuff konnte er verpachten. Die Kirche besaß eine „Breite Land“; hinzu kam ein Scheffel Korn und Hebungen von drei Kossätenhöfen. Die Bezeichnung Zeuden erschien erstmals im Jahr 1591. Zu dieser Zeit gab es 13 besessene Mann, darunter zwei Gärtner: den Richter mit vier Lehnhufen, einen Vierhufner, acht Viererbhufner, einen Zweierbhufner, zwei Häusler. Das Dorf war 44 Hufen groß, darunter zwei Pfarrhufen. Zum Dorf gehörten außerdem noch 54 1⁄2 Mg Wiese, davon 51 1⁄2 Mg vor Linthe. Hiervon besaß der Pfarrer 5 Mg und die von Oppen 3 Mg.

### 17. Jahrhundert
Im Dreißigjährigen Krieg wurde das Dorf wie viele andere Siedlungen ebenfalls schwer verwüstet. Im Jahr 1640 liegen sechs der elf Hufnerhöfe wüst, drei sind abgebrannt. Ebenso sind die beiden Kossätenhöfe, darunter die Schmiede, wüst. Der Hirte hatte das Dorf ebenfalls verlassen. Im Jahr 1661 lagen von den elf Hufnerhöfen noch fünf wüst, außerdem beide Kossätengüter. Eine Statistik aus dem Jahr 1676 verzeichnete sieben Anspänner oder Hufner sowie zwei Halbhufner und Kossäten auf 30 Erbhufen. Im Jahr 1682 gab es den Schulzen mit vier Lehnhufen, einen Vierhufner, einen Vierdorfhufner, sieben Viererbhufner, einen Zweierbhufner, zwei Kossäten (einer davon noch wüst) sowie einen Hirten und einen Windmüller. Sie bewirtschafteten in Summe mittlerweile wieder 40 Mg Wiese.

### 18. Jahrhundert
Zu Beginn des neuen Jahrhunderts lebten im Dorf elf Hufner, darunter ein Windmüller, zwei Kossäten und ein Hirte, die gemeinsam 43 Mg Wiese bewirtschafteten. Eine Statistik von 1718 zählte zehn Hufner und einen Häusler auf, die auf 42 Hufen je 178 Dresdner Scheffel 8 Metzen Aussaat ausbrachten sowie auf jede Hufe 4 Scheffel 4 Metzen. Einer Statistik aus dem Jahr 1764 zufolge gab es zehn Vierhufner (darunter den Schulzen), zwei Zweihufner, zwei Gärtner mit je einem Garten, einen Häusler (den Windmüller) und 42 Hufen. Davon wurden 22 genutzt und 20 bewachsen. Auf dieser Fläche wurden pro Hufe 17 Dresdner Scheffel 2 10⁄11 Metzen Aussaat ausgebracht. In Zeuden lebten im Jahr 1777 insgesamt 14 angesessene Einwohner: zehn Ganzhufner, ein Halbhufner und drei Häusler. Es gab eine Pfarre, eine Schulwohnung und zwei Hirtenhäuser.

### 19. Jahrhundert
Im Jahr 1806 lebten im Dorf zehn Vierhufner, ein Zweihufner, ein Kossät, ein Häusler und ein Müller auf 42 Hufen. Der Lehnschulze wurde 1822 auch als Krüger bezeichnet, so dass es zu dieser Zeit eine Gaststätte gegeben haben muss. Hinzu kamen ein Halbhufner, zwei Kossäten (darunter ein Schmied) sowie ein Windmüller, der als Häusler gerechnet wurde. Zeuden bestand aus 44 Dorfhufen, darunter vier Lehnhufen und zwei Pfarrhufen. Für 1837 sind 17 Wohnhäuser verzeichnet. Im Jahr 1858 waren es fünf öffentliche, 20 Wohn- und 39 Wirtschaftsgebäude, darunter eine Getreidemühle. Das Dorf war 3770 Mg groß: 51 Mg Gehöfte, 44 Mg Gartenland, 3672 Mg Acker und 2 Mg Weide.

### 20. und 21. Jahrhundert

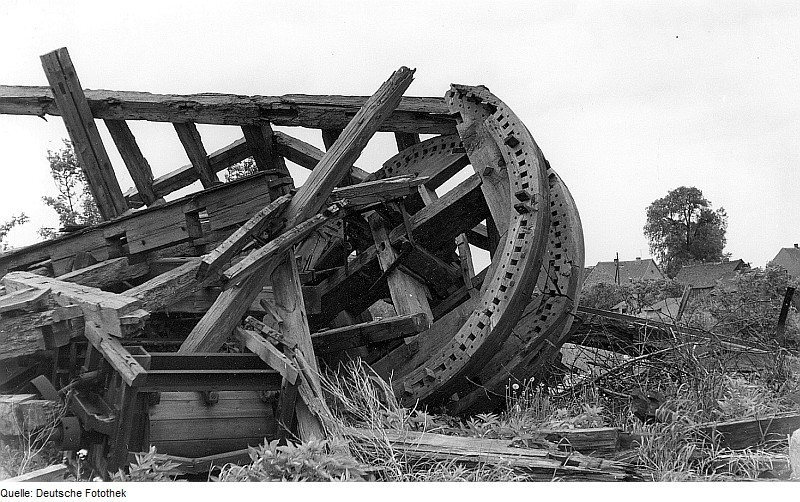
Mittlerweile baufällig gewordene Windmühle, 1973

Zur Jahrhundertwende standen auf 1002 Hektar (ha) insgesamt 36 Häuser. Eine weitere Statistik berichtet von 1003 ha Fläche und 34 Wohnhäusern mit 43 Haushaltungen im Jahr 1931. Es gab 1939 insgesamt 13 land- und forstwirtschaftliche Betriebe, die zwischen 20 und 100 ha Fläche bewirtschafteten. Weitere zehn Betriebe waren zwischen 10 und 20 ha, sechs zwischen 5 und 10 ha sowie 3 zwischen 0,5 und 5 ha groß.
Nach dem Zweiten Weltkrieg gründete sich im Jahr 1955 eine LPG Typ III, die bereits im Folgejahr an die LPG Typ III Lobbese angeschlossen wurde. Drei Jahre später gab es eine weitere LPG Typ III mit elf Mitgliedern und 119 ha Fläche, die bis 1960 auf 54 Mitglieder und 389 ha Fläche angewachsen war. Außerdem existierte 1960 eine LPG Typ I mit 30 Mitgliedern und 169 ha Fläche, die danach an die LPG Typ III angeschlossen wurde. Am 1. Januar 1974 wurde Zeuden nach Lobbese eingemeindet. Die Eingemeindung von Lobbese nach Treuenbrietzen erfolgte am 31. März 2003.

## Bevölkerungsentwicklung
| Jahr      | 1817 | 1837 | 1858 | 1871 | 1885 | 1895 | 1905 | 1925 | 1939 | 1946 | 1964 | 1971 |
| Einwohner | 101  | 144  | 149  | 206  | 268  | 258  | 274  | 194  | 168  | 306  | 176  | 170  |

## Kultur und Sehenswürdigkeiten
- Die Dorfkirche Zeuden ist eine Saalkirche aus Feldstein mit eingezogenem Chor aus der Mitte des 13. Jahrhunderts. Im Innenraum steht unter anderem eine weitgehend einheitliche Kirchenausstattung aus der Mitte des 17. Jahrhunderts.
- Das Gehöft, bestehend aus Wohnhaus, linkem und rechtem Stallgebäude in der Zeudener Dorfstraße 4 steht unter Denkmalschutz.

## Persönlichkeiten
- Christian Gottlieb Gilling (* 1735; † 1789 in Zeuden), lutherischer Theologe